# Griffin Beach Soccer
Maillots
Le Futbolnyy Klub Griffin Kiev (en ukrainien : Футбольний клуб Гріффін Київ), plus couramment abrégé en Griffin Kiev, est un club ukrainien de beach soccer fondé en 2008, et basé à Kiev, la capitale du pays.

## Palmarès
| Compétitions nationales                                                                                    |
| --- |
| - Championnat d'Ukraine : - Vice-champion : 2012 et 2013. - Coupe d'Europe des clubs : - Finaliste : 2013. |

## Personnalités du club

### Présidents du club
- Vyacheslav Reutskyi

### Entraîneurs du club
- Yevhen Varenytsia

### Effectif actuel du club
| #                              | Joueurs             |
| ------------------------------ | ------------------- |
| 1                              | Vitaliy Sydorenko   |
| 3                              | Viktor Panteleichuk |
| 7                              | Igor Borsuk         |
| 9                              | Andrii Borsuk       |
| 10                             | Oleksandr Mahda     |
| 11                             | Dmytro Shuyalov     |
| 12                             | Egor Eremeev        |
| 13                             | Artem Illichov      |
| 15                             | Viktor Bakumenko    |
| 16                             | Taras Kovalenko     |
| 19                             | Sergii Romanovskyi  |
| Entraineur : Yevhen Varenytsya |                     |